# Merklingen
Merklingen là một thị xã nằm trong huyện Alb-Donau thuộc bang Baden-Württemberg, Đức. Nơi đây có diện tích khoảng 21,31 km vuông.

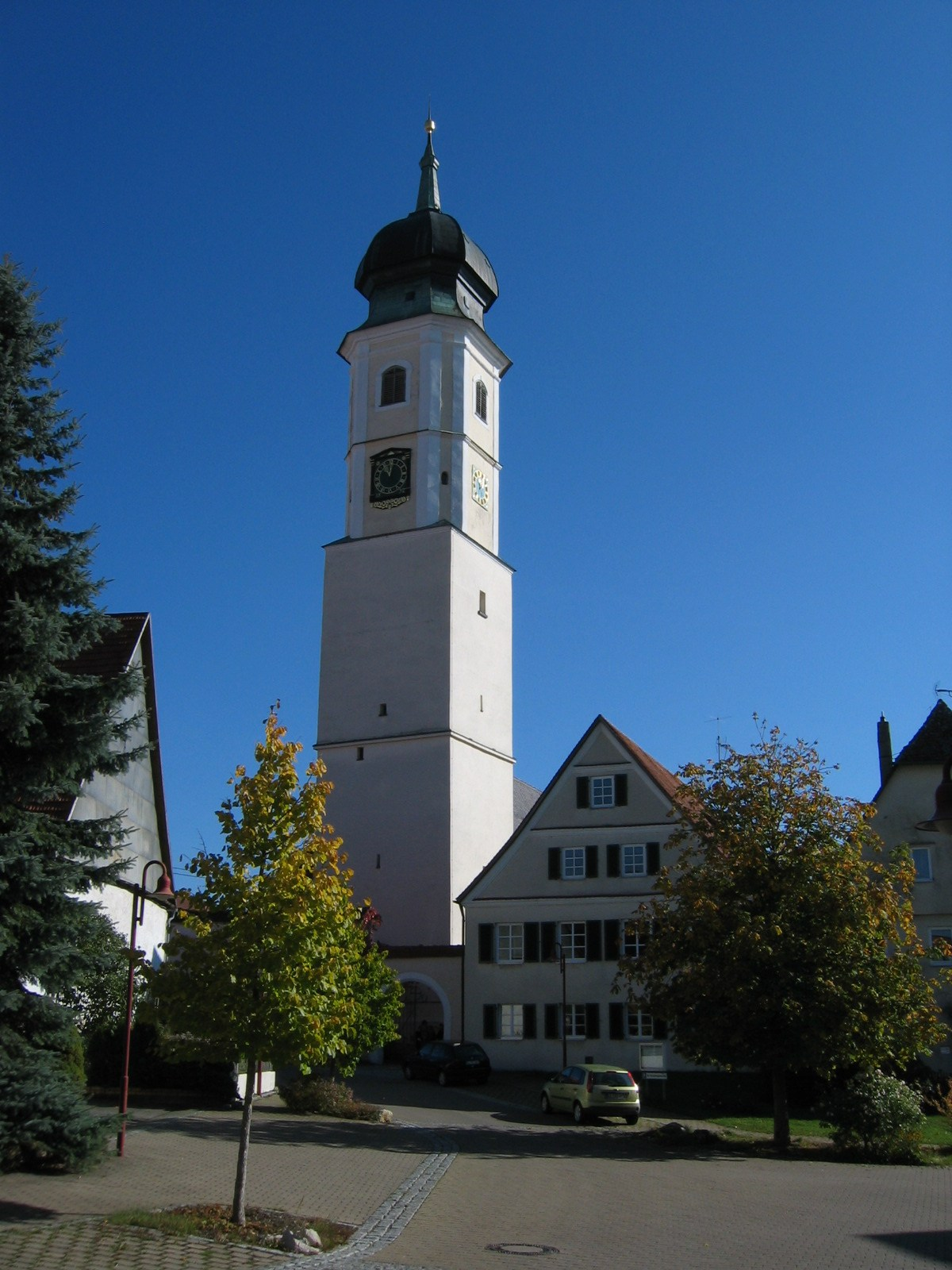
Nhà thờ Merklingen

## Danh sách thị trưởng
- 1945-1977 John Lohrmann
- 1977-1986 Peter Seyfried
- 1986-2009 Günter Stolz
- Ngày 27 tháng 9 năm 2009, Sven Kneipp được bầu làm thị trưởng.